# Космас Батубара
Космас Батубара (индон. Cosmas Batubara; 19 сентября 1938, Пурбасарибу, Сималунгун, Северная Суматра — 8 августа 2019, Джакарта) — индонезийский политик, бизнесмен и государственный деятель. Один из лидеров антикоммунистической кампании 1965—1966, разгрома КПИ и свержения Сукарно. Председатель студенческой антикоммунистической организации КАМИ. При режиме Сухарто — функционер Голкар, член правительства Индонезии, организатор масштабного жилищного строительства. После ухода с госслужбы — предприниматель-девелопер. С 2014 — ректор частного университета в Джакарте, с 2016 — президент университета.

## Происхождение, образование, взгляды
Родился в семье бедных крестьян-католиков из деревни Пурбасарибу округа Сималунгун (Северная Суматра). В 8 лет лишился родителей. С 16 лет жил в Джакарте. При поддержке католической общины смог окончить среднюю школу и поступить в Университет Индонезия на факультет социальных и политических наук. С 22-летнего возраста работал учителем.
Космас Батубара был активен в студенческой католической среде. Состоял в Ассоциации католических студентов Республики Индонезия (PMKRI). В 1963—1967 являлся председателем PMKRI.
Придерживался правых националистических и антикоммунистических взглядов. Был политическим противником Компартии Индонезии (КПИ) и президента Сукарно. Являлся учеником католического проповедника-иезуита Йоопа Бека — главного духовного и политического авторитета PMKRI, организатора антикоммунистического и антиисламистского движения в Индонезии, политического партнёра Боба Сантамарии. Состоял в созданной Беком группировке KASBUL.

«Патер Бек проводил тренинги по борьбе с коммунизмом, — с ностальгией вспоминает Космас Батубара. — Учил, как действовать, если встретим группу коммунистов… Он внушал нам: будьте сильными. Потому что против марксизма-ленинизма помогает только сила»

## Председатель антикоммунистического студенческого союза
30 сентября 1965 года в Индонезии была подавлена попытка ультралевого переворота, связанного с КПИ. Космас Батубара решительно примкнул к антикоммунистической кампании. Он был одним из инициаторов создания антикоммунистического Союза действия студентов Индонезии (КАМИ). 25 октября 1965 Космас Батубара стал председателем КАМИ.
Под руководством Космаса Батубары КАМИ всемерно поддерживал антикоммунистические чистки, проводимые индонезийской армией, католическими активистами, мусульманскими формированиями Координационного центра по разгрому контрреволюционного движения. КАМИ и союз учащихся КАППИ выдвинули Три народных требования: запрет КПИ и коммунистической идеологии, чистка правительства и госаппарата от коммунистов, снижение цен на товары массового спроса. Активисты КАМИ принимали непосредственное участие в убийствах коммунистов. Ещё до официального учреждения Союза, 8 октября 1965, члены PMKRI вместе с мусульманской молодёжью активно участвовали в разгроме джакартской штаб-квартиры КПИ. Космас Батубара жёстко требовал запрета КПИ и ареста пятнадцати прокоммунистических министров, начиная с Субандрио. То и другое было реализовано.
В январе 1966 года Космас Батубара возглавлял антикоммунистические и антисукарновские демонстрации КАМИ. 18 января он руководил делегацией КАМИ на встрече с Сукарно, где были выдвинуты ультимативные требования к властям. 24 февраля 1966 Космас Батубара участвовал в столкновениях студенческих активистов с президентской охраной, обозначивших перелом событий.
Выступления КАМИ способствовали окончательному отстранению Сукарно от власти в марте 1966 года. Космас Батубара как организатор общественной поддержки сыграл видную роль в этом процессе и в утверждении нового режима генерала Сухарто.

## Политик и министр
После решения главных политических задач — ликвидации КПИ и устранения Сукарно — военные власти стали проявлять обеспокоенность анархическим разгулом молодёжного радикализма. Началась унификация студенческого движения под контролем новых властей. Этот подход по-разному воспринимался в активе КАМИ. Большинство лидеров, во главе с Космасом Батубарой, готовы были выступать проводниками политики Сухарто. Иную позицию заняли Ариф Будиман и его сторонники — они выступали за сохранение КАМИ как организации общественных активистов, оказывающей постоянное давление на власть. Однако новый военный режим фактически не оставлял выбора. Верх взяла позиция Космаса Батубары.
При «новом порядке» Космас Батубара занимал руководящие посты в Голкар. На выборах 1971 был избран в Народный консультативный конгресс. Представлял в парламенте студенческие «функциональные группы». Специализировался на социально-трудовой проблематике.
В 1978 году Космас Батубара был назначен министром жилищно-коммунального хозяйства Индонезии. Занимал этот пост в течение 10 лет. В период его министерства в стране была создана Корпорация жилищного строительства, открыто профильное кредитование, возведено 300 тысяч единиц современного жилья. Программе жилищного строительства Космас Батубара придавал важное политико-идеологическое значение — как фактору формирования характера личности и нации.
С 1978 по 1993 Космас Батубара был министром труда Индонезии. В 1991 — функционер Международной организации труда.

## Девелопер и ректор
После падения режима Сухарто в 1998 году Космас Батубара отошёл от активной политики. Занялся бизнесом в девелоперской компании Agung Podomoro Group (APG). Являлся руководящим менеджером ряда крупных коммерческих структур.
С 2014 года Космас Батубара — ректор частного Университета Подоморо, учреждённого компанией в Джакарте. Университет готовит бизнесменов и инновационных менеджеров по международной программе. В 2016 назначен исполняющим обязанности президента университета (предшественник Ариесман Виджаджа привлечён по коррупционным обвинениям).
В 2016 году Космас Батубара вступил в конфликт с властями из-за отказа администрации Джакарты предоставить фирме Agung Podomoro Land (APL) — структура APG — лицензию на строительные и мелиоративные работы на нескольких островах в городской черте.

## Семья и личность
В личностном плане Космас Батубара был известен как человек дружелюбный и коммуникабельный. При этом он быстро и жёстко мобилизовывался в стрессовых ситуациях. Характеризовался как «тихий, но храбрый». Увлекался теннисом и радиоделом.
Космас Батубара был женат на Киприане Хадивиджоно, также бывшей активистке PMKRI и КАМИ. Имел двух сыновей и двух дочерей. Артур Батубара — предприниматель-девелопер, Приска Деванти Батубара — финансовый менеджер. Майкл Манурунг — внук Космаса Батубары — генеральный викарий католической архиепархии Медана.
В 2013 году Космас Батубара издал свою Политическую автобиографию.

## Кончина
Скончался Космас Батубара в возрасте 80 лет. Глубокую скорбь выразили представители индонезийской католической общественности.
Космас Батубара похоронен на Кладбище героев Калибата в Джакарте. Церемония похорон имела государственный статус, на церемонии выступил член правительства Индонезии — министр торговли Энггартиасто Лукита. Присутствовал бывший председатель парламент Акбар Танджунг. Своим старым другом и хорошим лидером назвал Космаса Батубару вице-президент Индонезии Юсуф Калла.